# Pasquali (famiglia)

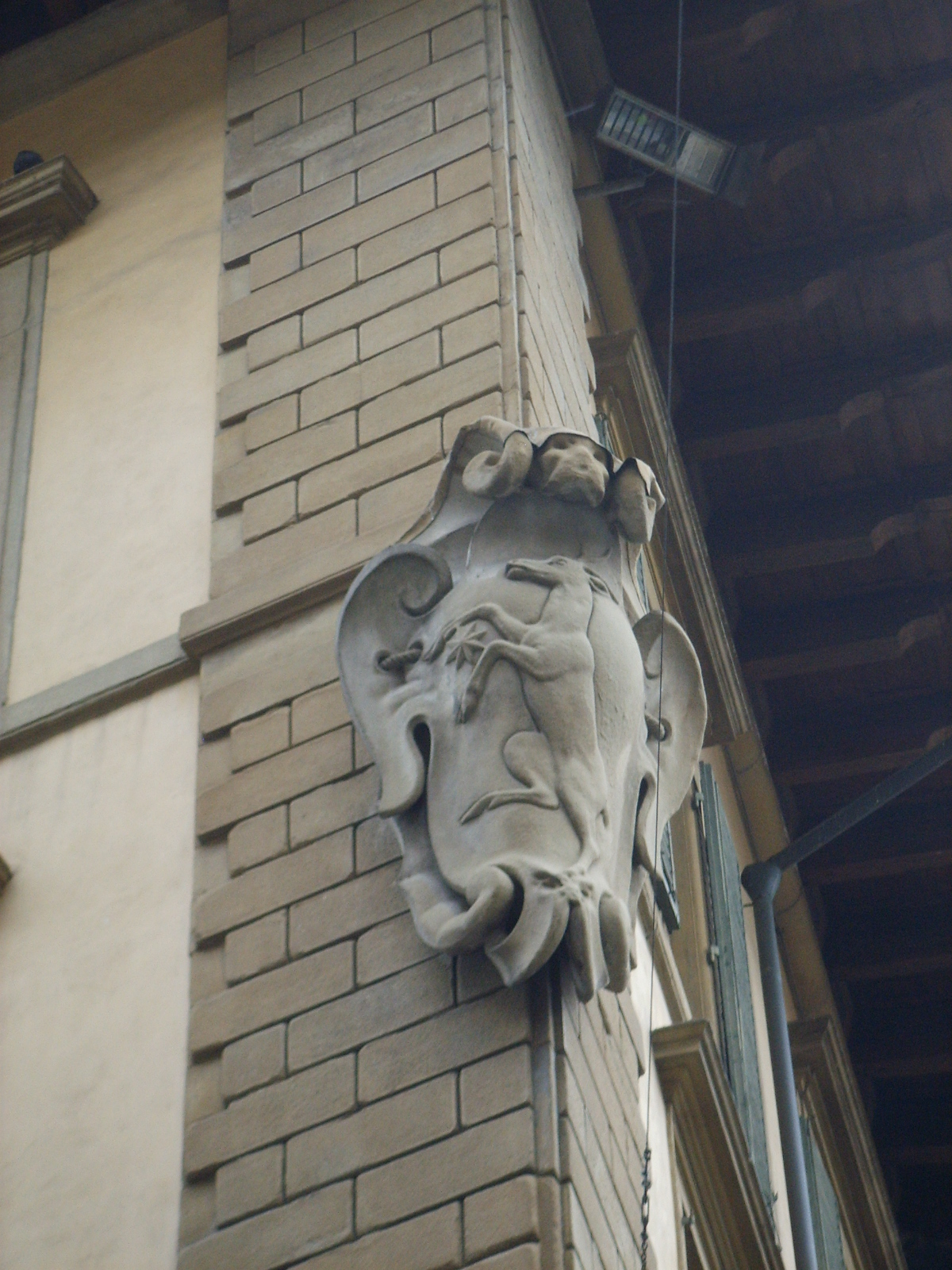
Lo stemma della famiglia Pasquali

I Pasquali furono un'antica famiglia nobile di Firenze, documentata a partire dalla prima metà del Trecento.

## Storia

I Pasquali, la cui presenza a Firenze è attestata nella prima metà del Trecento, vengono fatti risalire a Tommaso e Francesco figli di Pasquale. I mestieri esercitati tradizionalmente dai membri della famiglia Pasquali furono quelli di barbiere, cerusico e medico. 
Da Francesco di Pasquale discese Andrea Pasquali o di Pasquale, che fu Archiatra del duca Alessandro de' Medici e del duca Cosimo I, e membro dell'Accademia Fiorentina, dal 1552 al 1564 console dell'Arte dei Medici e Speziali, e per due volte, nel 1532 e nel 1546, membro dei Dodici buonomini. 
Benvoluto dal granduca, Andrea Pasquali poté costruire la propria fortuna e quella familiare. Il patrimonio familiare, cresciuto in maniera significativa proprio sotto Andrea, comprendeva infatti in quegli anni oltre alcune proprietà in Toscana anche beni fuori dai territori fiorentini, a Roma e persino a Napoli. Il successo personale di Andrea aprì inoltre le porte alla famiglia degli incarichi pubblici.
Nel corso del Seicento i Pasquali si imparentarono con alcune delle più importanti e influenti famiglie dell'aristocrazia fiorentina, dai Bardi dei conti di Vernio, fino ai Bourbon del Monte Santa Maria. 
Nella seconda metà del Seicento, Francesco Maria Pasquali fu nominato cavaliere dell'Ordine di Santo Stefano, seguito un anno più tardi da Girolamo. Furono nominati cavalieri di Santo Stefano anche due figli di Francesco Maria, Angiolo Pasquali (1721-1799), ciambellano alla corte del granducato nominato nel 1764 senatore del Granducato di Toscana, e Cosimo Maria Pasquali (1716-1782), senatore nel 1767.
Nel 1799 la famiglia Pasquali si estinse e i beni passarono per successione familiare ai Capponi; il nome invece si mantenne legandosi per matrimonio alla famiglia Da Cepparello, che divenne così Pasquali Da Cepparello.

## Stemma

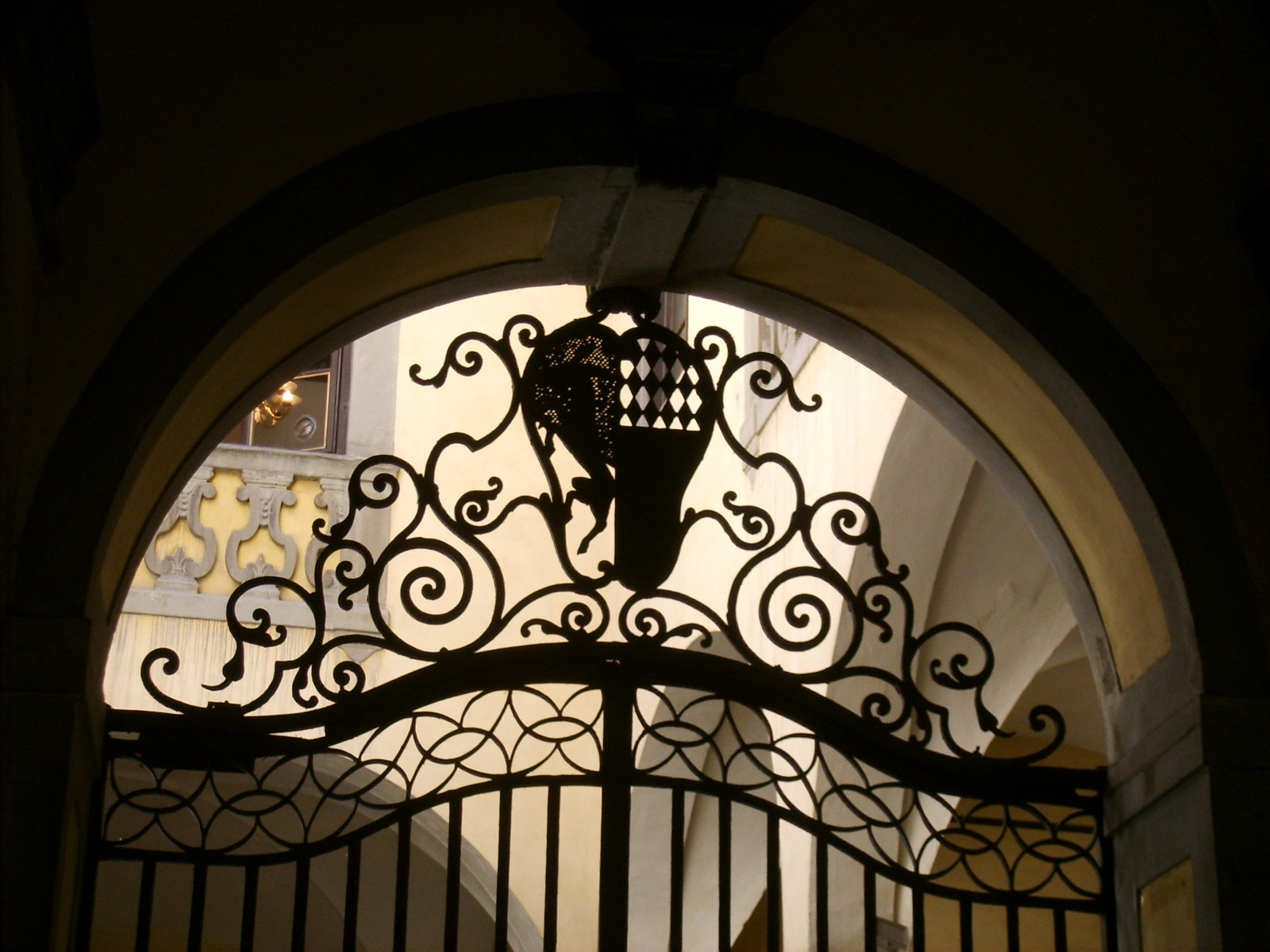
Stemma matrimoniale Pasquali-Antinori sulla cancellata di Palazzo Pasquali

D'azzurro, al cervo rampante d'argento, avente fra le zampe anteriori una stella a otto punte d'oro.